# Tolpis barbata
Tolpis barbata, comummente conhecida como leituga ou olho-de-mocho, é uma espécie de planta com flor pertencente à família das Asteráceas e ao tipo fisionómico dos terófitos.
A autoridade científica da espécie é (L.) Gaertn., tendo sido publicada em De Fructibus et Seminibus Plantarum...2(3): 372. 1791.

## Etimologia
Quanto ao nome científico desta espécie:
- O nome genérico, Tolpis, provém do grego, tolypé, que significa «bola; arredondado», por alusão ao formato da flor, ainda por desabrochar.[6][7]

- O epíteto específico, barbata, este provém do latim, tratando-se de uma declinação[8] do étimo, barbātus, que por sua vez significa «dotado de barba; barbudo».[9]

Do que toca ao nome comum, «leituga», o mesmo aplica-se não só a esta espécie, mas também a outras espécies do género das Asteráceas ou Compostas, caracterizadas pela sua seiva leitosa. Com efeito, este nome comum provém do étimo latino, lactūca, também ele alusão ao leite, embora também tivesse sido usado para aludir à alface.

## Distribuição
Trata-se de uma espécie autóctone na Península Ibérica, no Noroeste africano, em territórios como Marrocos, Tunísia e Argélia, e ainda na Macaronésia, designadamente nas Canárias e no arquipélago da Madeira. Encontra-se presente no arquipélago dos Açores, mas enquanto espécie introduzida. 

### Portugal
Trata-se de uma espécie presente no território português, nomeadamente em Portugal Continental, no Arquipélago dos Açores e no Arquipélago da Madeira.
Em termos de naturalidade, é nativa de Portugal Continental e Arquipélago da Madeira e introduzida no arquipélago dos Açores.

### Ecologia
Trata-se de uma espécie ruderal, também medrando em matagais e em courelas agricultadas. 

## Protecção
Não se encontra protegida por legislação portuguesa ou da Comunidade Europeia.

## Descrição
Trata-se de uma espécie anual, com caules que podem medir entre 10 a 60 centímetros. Os caules geralmente ramificam-se em inúmeras folhas, a maioria das quais situada na metade inferior do caule.
Quanto às folhas, são podem ser inteiras, denteadas ou lobadas, só em casos raros é que podem aparecer espécimes com folhas pinatífidas. As brácteas, por seu turno, podem ser externas ou internas. As externas são geralmente as maiores, medindo entre 11 a 17 milímetros. As internas, por sua vez, medem entre 6 a 9 milímetros.
As lígulas externas são de coloração amarelada, frequentemente esverdeadas no verso. As lígualas internas, por seu turno têm uma coloração mais purpurácea.
As anteras  também são purpuráceas. Os aquénios medem entre de 1,2 e 1,9 milímetros.
 

Floresce e frutifica de Abril a Julho.